# ファミスタ'91
『ファミスタ'91』（ファミスタきゅうじゅういち、Famista '91）は、1990年12月21日にナムコ (後のバンダイナムコエンターテインメント) から発売された日本のファミリーコンピュータ用野球ゲームソフト。「ナムコット ファミリーコンピュータゲームシリーズ」第70弾。
なお、バリエより本作と同名のLCDゲームが発売されている。

## 概要
従来のシリーズから音楽が一新され、音声合成によりしゃべるようになった。また、前作『ファミスタ'90』に比べてシンプルな構成へ戻っており、リーグ戦が廃止されて『ファミスタ'89 開幕版!!』と同様のパスワードコンティニューによる総当たり勝ち抜き方式となった。また、選手パラメータに守備力・肩の強さが追加されたほか、投手の体力（スタミナ）の変動が投球数から打者数に変更され従来よりも完投しやすくなっている。投球フォームはオーバースロー、サイドスロー、アンダースローに加えおものトルネード投法とむらちょうのマサカリ投法が再現されている。

### ホームランコンテスト
本塁打競争。対CPUもしくは2P対戦で本塁打数を競う。球種はストレートのみで、先攻・後攻が交互に打席に立つ。対CPUの場合、対戦相手は各チームごとに選手が固定されており、勝ち抜きで全チームの打者に勝利するとエンディングとなる。

### トレード
スタメン前に、自チームの選手と他のチームの選手を4人までトレードで獲得できる機能が付いた。トレード対象は、放出選手と同能力の選手のみであるが、捕手に関しては、どの選手も等しくメジャーリーガーズの「さんちこ」と交換できる。

## 登場するチーム
カッコ内はモデルとなった実在のチーム（球団名は発売当時のもの）。
- ガイアンツ（読売ジャイアンツ）
- カーズ（広島東洋カープ）
- ホイールズ（横浜大洋ホエールズ）
- ドラサンズ（中日ドラゴンズ）
- スパローズ（ヤクルトスワローズ）
- タイタンズ（阪神タイガース）
- ライオネルズ（西武ライオンズ）
- ブラボーズ（オリックスブレーブス）
- バッカルーズ（近鉄バファローズ）
- ファイアーズ（日本ハムファイターズ）
- オリエンツ（ロッテオリオンズ）
- ホーネッツ（福岡ダイエーホークス）
- メジャーリーガーズ - アメリカ大リーグのオールスターチーム
- ナムコスターズ - ナムコキャラクターのオールスターチーム
- プロスターズ - 日本プロ野球のOB選手（変名）のオールスターチーム。守備・肩の強さが全員「A」。プレイヤーが操作することはできない。
- アニメスターズ - 野球漫画に登場する架空の選手とおぼしき名称の選手によるチーム。守備・肩の強さが全員最高クラスの「S」。プレイヤーが操作することはできない。

## 球場
前作より全て一新され、以下の4種類となっている。
- まりん - ZOZOマリンスタジアムがモデル。両翼100m・センター122m。ホームランを打つとヨットが横切る。
- かわさき - 川崎球場がモデル。両翼90m・センター118m。ホームランを打つと飛行機が飛ぶ。
- しかご - リグレー・フィールドがモデル。両翼108m・センター122m。ホームランを打つと飛行船が飛ぶ。
- とうもろこし - 映画「フィールド・オブ・ドリームス」に登場する「夢の球場」がモデル。内野も全て草が生えており、ゴロが転がりにくい。ホームランを打つと耕耘車が走る。